# Мужская сборная Швеции по баскетболу
Сборная Швеции по баскетболу — представляет Швецию в международных баскетбольных соревнованиях и управляется Федерацией баскетбола Швеции (член ФИБА с 1953 года). Главный тренер сборной - американец Брэд Дин. Дебютировала на крупных международных соревнованиях в 1953 году на чемпионате Европы в Москве. Команда 10 раз выступала в финальной части чемпионатов Европы, лучший результат показала в 1995 году, заняв 11-е место. Единственный раз выступала на Летних Олимпийских играх в Москве в 1980 году. Ни разу не пробивалась в финальную часть чемпионатов мира.

## Олимпийские игры
- 1980 10-е

## Чемпионаты Европы
| - 1953 : 17-е - 1955 : 16-е - 1961 : 18-е - 1965 : 16-е - 1969 : 12-е | - 1983 : 12-е - 1993 : 13-е - 1995 : 11-е - 2003 : 16-е - 2013 : 13-е |

## Состав
| Перейти к шаблону «Состав сборной Швеции по баскетболу» | Состав сборной Швеции по баскетболу |  |

| Поз. | №  | Имя                 | Дата рождения (возраст)    | Рост   | Клуб               |
| ---- | -- | ------------------- | -------------------------- | ------ | ------------------ |
| ЛФ   | 8  | Антон Гаддерфорс    | 4 ноября 1989 (35 лет)     | 200 см | Кросно             |
| РЗ   | 12 | Людвиг Хокансон     | 22 марта 1996 (28 лет)     | 187 см | Эстудиантес        |
| Ц    | 6  | Юаким Челльбом      | 22 апреля 1979 (45 лет)    | 213 см | Норрчёпинг Долфинс |
| РЗ   | 9  | Томас Массамба      | 28 марта 1985 (39 лет)     | 185 см | Лулео              |
| АЗ   | 7  | Дино Пита           | 20 сентября 1988 (36 лет)  | 192 см | Ювентус            |
| РЗ   | 4  | Йонатан Персон      | 10 февраля 1993 (32 года)  | 190 см | Уппсала            |
| РЗ   | 14 | Александр Линдквист | 12 февраля 1991 (34 года)  | 205 см | Уппсала            |
| РЗ   | 5  | Тобиас Борг         | 2 ноября 1993 (31 год)     | 184 см | Реал Бетис         |
| РЗ   | 13 | Кристофер Черапович | 15 сентября 1991 (33 года) | 201 см | Нижний Новгород    |